# Sauber C19
A Sauber C19 egy Formula–1-es versenyautó, amelyet a Sauber csapat tervezett és versenyeztetett a 2000-es Formula–1 világbajnokságban. Pilótái Pedro Diniz és Mika Salo voltak.

## Áttekintés
A kasztnin az első felfüggesztéshez kettős rögzítőpilonokat építettek, amelyet a következő évben fejlesztettek tovább a twin keel felfüggesztés formájában.
Az autó versenyképes volt, de nem volt elég jó ahhoz, hogy kiemelkedjen a középmezőnyből. Sajnos olyan technikai hibák is hátráltatták őket, mint a brazil nagydíjon a hátsó szárnyak törése, amiket a huplis aszfalt okozott - emiatt a Sauber vissza is lépett a versenyhétvégétől. Salót diszkvalifikálták az ausztrál nagydíjtól, mert a csapat megszegett egy kasztnival kapcsolatos előírást. Salo hat pontot gyűjtött egész idényben és az év végével át is szerződött az éppen alakuló Toyota csapathoz. Diniz egyetlen pontot sem gyűjtött, tőle sikertelensége miatt váltak meg. Teljesítményük a bajnoki nyolcadik helyre volt jó, akárcsak az előző évben, de most több ponttal.

## Eredmények
| Év   | Csapat                   | Motor                         | Gumik | Pilóták     | 1   | 2   | 3   | 4   | 5   | 6   | 7   | 8   | 9   | 10  | 11  | 12  | 13  | 14  | 15  | 16  | 17  | Pontok | Helyezés |
| ---- | ------------------------ | ----------------------------- | ----- | ----------- | --- | --- | --- | --- | --- | --- | --- | --- | --- | --- | --- | --- | --- | --- | --- | --- | --- | ------ | -------- |
| 2000 | Red Bull Sauber Petronas | Petronas SPE04A (Ferrari 048) | B     |             | AUS | BRA | SMR | GBR | ESP | EUR | MON | CAN | FRA | AUT | GER | HUN | BEL | ITA | USA | JPN | MAL | 6      | 8.       |
| 2000 | Red Bull Sauber Petronas | Petronas SPE04A (Ferrari 048) | B     | Pedro Diniz | KI  | VL  | 8   | 11  | KI  | 7   | KI  | 10  | 11  | 9   | KI  | KI  | 11  | 8   | 8   | 11  | KI  | 6      | 8.       |
| 2000 | Red Bull Sauber Petronas | Petronas SPE04A (Ferrari 048) | B     | Mika Salo   | DSQ | VL  | 6   | 8   | 7   | KI  | 5   | KI  | 10  | 6   | 5   | 10  | 9   | 7   | KI  | 10  | 8   | 6      | 8.       |

† - nem fejezte be a futamot, de rangsorolták, mert teljesítette a versenytáv 90 százalékát